# Абрашкевич Михайло Михайлович
Абрашкевич Михайло Михайлович (*9 січня 1875 — † не раніше 1913) — правознавець, історик права.

## Життєпис та науковий доробок
Закінчив Імператорський Новоросійський університет (юридичний факультет). Наприкінці ХІХ століття Абрашкевич перебував у науковому відрядженні у Німеччині та Франції. У 1900–1908 роках викладав в Імператорського Новоросійського університету на посаді приват-доцента кафедри кримінального права. Вів практичні заняття та лекції з кримінального права (4 години в осінньому семестрі та 2 години у весінньому) з теми «Вчення про покарання з загальної частини та вся особлива частина, окрім злочинів проти особистості та майна». Практичні заняття полягали у розв'язанні практичних випадків, репетиційних вправах та читанні рефератів.
У 1904 році захистив магістерську дисертацію, У 1905 році виступив одним з фігурантів гучної «справи Тимофєєва». Як рецензент піддав нищівній критиці магістерську дисертацію О.Тимофєєва, представлену на юридичний факультет Імператорського Новоросійського університету за підтримки правої професури. Виконував обов'язки товариша прокурора Одеського окружного суду та юрисконсульта міністерства юстиції.
У 1908 році переїхав до Санкт-Петербурга. Читав курс правознавства у Санкт-Петербурзькому Олександрівському інституті, працював товаришем прокурора. Як спеціаліст з карного права, розглядав витоки сучасних йому законів. Найпомітнішим внеском дослідника в історико-правові дослідження була його магістерська дисертація, в якій було розглянуто еволюцію уявлень та законів про перелюб від часів Риму до XVIII ст. Проаналізував численні правові пам'ятки римського, середньовічного французького та німецького права, мексиканського, північноамериканського та японського та порівняв ці дані з «Руською Правдою» та іншими пам'ятками східних слов'ян, здійснивши ґрунтовне історико-порівняльне та історико-генетичне дослідження

## Наукові публікації
- Эволюция идеи о преступлении и наказании (публичная лекция). — Одесса, 1903; (рос.)
- Прелюбодеяние с точки зрения уголовного права: Историко-догматическое исследование. — Одесса, 1904.(рос.)